# Krąg śmierci
Krąg śmierci (norw. Dødens sirkel) – powieść kryminalna norweskiego pisarza, Chrisa Tvedta, opublikowana w 2010. Pierwsze polskie wydanie ukazało się w 2014 nakładem wydawnictwa Nasza Księgarnia.

## Akcja
Jest piątą powieścią w cyklu z adwokatem Mikaelem Brenne. Akcja dotyczy początkowo sprawy gangstera Hansa Mikkelsena, którego Brenne broni. W trakcie obrony Brenne zostaje zamieszany w sprawę i posądzony o zamówienie u Mortena Ålekjæra (motocyklisty) pobicia świadka – Gerd Garshol, czego faktycznie nie dokonał. Zostaje odsunięty od pełnienia zawodu i postawiony w stan oskarżenia. Do czasu rozprawy ma wolne (wyrzucono go z kancelarii, w której był współwłaścicielem) i zostaje zatrudniony przez byłą asystentkę, która założyła własną kancelarię – Synne Bergstrøm, jako pomocnik (nie może oficjalnie nikogo reprezentować). Brenne decyduje się pomóc Aronowi Sørvikowi, niegdyś skazanemu za zabójstwo dwóch dziewczyn na mocno wyizolowanej wyspie Vestøy. Sprawa jest praktycznie beznadziejna, wszystkie dowody wskazują na winę skazanego, który już odbył karę. Brenne jedzie na Vestøy i wgłębia się w tajemnice lokalnej, zamkniętej społeczności, niechętnie odsłaniającej swoją przeszłość i teraźniejszość.

## Nagroda
Powieść zdobyła Nagrodę Rivertona w 2010.